# ニコラ・ミキッチ
ニコラ・ミキッチ（セルビア語: Никола Микић, ラテン文字転写: Nikola Mikić、1985年9月13日 - ）は、セルビアの元サッカー選手、サッカー指導者。ポジションはディフェンダー。

## 経歴
2023年12月22日、レッドスター・ベオグラードのアシスタントコーチに就任した。